# 斉藤祐也
斉藤 祐也（齊藤 祐也、さいとう ゆうや、1977年4月28日 - ）は、東京都出身の元ラグビー選手。ポジションはナンバーエイト(No8)、フランカー(FL)。日本代表キャップは14。

## 略歴・人物
東京高校1年からラグビーを始め、2年時には高校日本代表に選出されウェールズ遠征に参加。全国高校選手権大会（花園）にも初出場を果たす。ポジションはNo8。3年時には全国大会への出場は成らなかったが、再び高校日本代表に選出されイングランド遠征に参加。
1996年、明治大学に進学。ラグビー部では1年生から正ロック（LO）として試合に出場し、1996年度の全国大学選手権で優勝。2年からはNo.8に転向、4年時には主将を務めた。
大学卒業後は海外でのプレーも検討したが、2000年にサントリーに入社。サントリー時代には2000年度日本選手権優勝、2001年度全国社会人大会優勝、2001年度日本選手権優勝、などのタイトル獲得に貢献した。
なお、2001年には日本代表として台湾戦に出場し、初キャップを獲得した。
2002年には、フランス1部リーグ・USコロミエに移籍。フォワード（FW）の選手として日本人初のプロ契約選手となった。
2003 - 2004年シーズン、神戸製鋼とプロ契約を結ぶ。神戸製鋼のトップリーグ設立初年度の優勝に貢献した。
2005-2006年シーズンを最後に一度は現役を引退。
2007年、豊田自動織機に加入し、現役に復帰。
2009年、豊田自動織機がトップリーグ昇格を果たす。
2009年4月、元水泳選手の岩崎恭子と結婚することを発表。
2011年3月28日に長女が誕生。
2011 - 2012シーズン限りで現役を引退した。
2013年、株式会社Ychante，株式会社コーディネーション・アカデミーを設立。
2018年11月、岩崎恭子と離婚。
2019年10月、YouTuberとして活動開始。
なお、マツダに所属する斉藤健也は実弟である。

## 「スポーツマンNo.1決定戦」での成績
- 2004年にスポーツマンNo.1決定戦に初出場。MONSTER BOX 16段、SPIN OFF準優勝、THE GALLON THROWでは2001年に大畑がマークした5m75cmに並んで、アメフトの河口正史と共にNo.1に輝き、総合6位入賞を果たした。
- 2007年にパワーバトルNo.1決定戦のみに出場。SPIN OFFでは初戦で2連覇中の石田力哉との対戦となるも、高身長とパワーを活かして石田の連覇を阻止する活躍を見せるも、準決勝で朝青龍に敗れた。しかしTHE TUG-OF-WARではSPIN OFFで対戦した石田力哉に初戦で敗れ、THE GALLON THROWでは自己記録更新を賭ける6m00cmまでノーミスで進むも、成功する事が出来ず。それでも全選手中総合4位タイと大健闘を見せた。

## 出演

### テレビドラマ
- ノーサイド・ゲーム（2019年7月7日 - 、TBSテレビ） - 安西信彦 役[5]

## 脚註
1. 1 2  元ラグビー日本代表 齊藤祐也 株式会社SIGMA 2015年11月2日閲覧
2. ↑  岩崎恭子さん 第1子の長女を出産 スポーツニッポン 2011年3月29日閲覧
3. ↑  斉藤祐也 引退 - 斉藤 祐也OFFICIAL BLOG 2012年6月9日
4. ↑  “岩崎恭子さん不倫報道を認め謝罪「深く反省」 09年結婚した夫との離婚も発表”. ORICON NEWS. (2018年11月5日) 2018年11月6日閲覧。
5. ↑  “キャスト & スタッフ”. 日曜劇場『ノーサイド・ゲーム』.   TBSテレビ. 2019年8月7日閲覧。